# فرضية الجدة

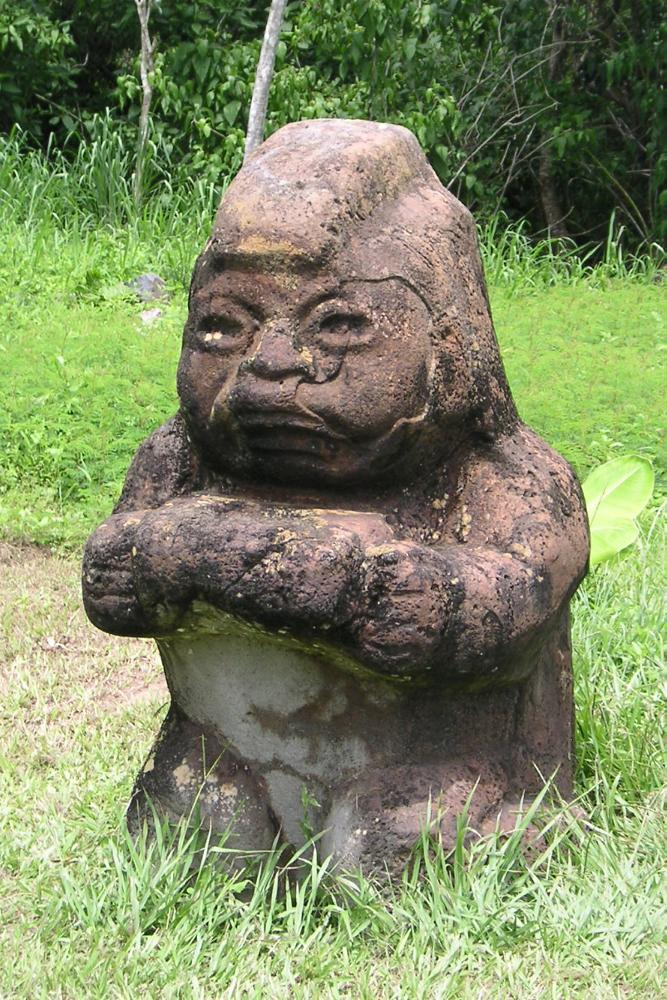

تقوم فرضية «الجدة» بتفسير وجود سن اليأس في التراث الإنساني عن طريق توضيح قيمة التكيف في شبكة العلاقات العائلية الممتدة. وتلك الفرضية بنيت في الاساس على الفرضية السابقة المسماة «فرضية الام» والتي تشرح انه كلما تقدم سن الام فإن تكلفه التناسل ستزيد بالتبعية، وبالتالي فمن الأفضل للطاقة الموجهة لهذا النشاط ان تستثمر في مساندة النسل في مساعيهم نحو التكاثر.
وتقترح تلك النظرية انه بتوجيه ذلك الجهد للأبناء والاحفاد فإن الجدات يمكنهن ضمان استمراريه الجينات الخاصة بهن عبر الاجيال المتلاحقة. وبإعالة ودعم اسرهن، فإن هؤلاء الجدات لا يقمن فقط بضمان بقاء واستمرار مادتهن الوراثية عبر الاجيال، ولكنهن أيضا يقدمن الدعم المجتمعي من اجل فرص أفضل لاكتساب المزيد من الموارد. وهذا التأثير قد يتعدى دائرة الأقارب إلى دوائر مجتمعية أكبر.

## خلفيتها
قُدِّم تفسير واحد لهذه الفرضية من قِبل جورج س. وليامز، فهو كان أول من افترض أن انقطاع الطمث قد يكون نوعًا من أنواع التأقلم أو التكيُّف. اقترح وليامز أنه في مرحلة ما، يصبح من الأفضل للمرأة إعادة توجيه جهودها إلى زيادة دعم النسل الحالي. وقال إن الأمهات الأكبر سنًا يجب أن يتوقفن عن إنتاج ذرية جديدة والتركيز على الموجود، وبذلك فهي تتجنب عوامل الخطورة المرتبطة بالإنجاب في عمر متقدم. وتوجد نظريات عدّة وراء هذا التطور.

### الانتقاء الطبيعي
يوفر الانتقاء الطبيعي مجالًا لاستراتيجية التكيُّف يُمنح من خلالها السلوك الغَيرِيّ للأفراد المرتبطين ارتباطًا قويًا نظرًا لوجود علامات يمكن التعرف عليها. تشير قاعدة هاملتون إلى أن الأفراد يفضلون مساعدة أولئك المُرتبطين بهم بشكل أكبر.
ظهرت أدلة على ارتباط الانتقاء الطبيعي بالتغيرات المناخية، وذلك منذ حوالي 1.8 – 1.7 مليون سنة مضت، في ممارسات البحث عن المؤن عند الإناث وتقاسم الطعام. أجبرت هذه التعديلات الإناث على اختيار مصادر غذائية منخفضة المستوى (مثل درنات النبات) تحتاج إلى مهارة بالغة لحصدها.

### الاستثمار الوالديّ
يُعرَّف الاستثمار الوالدي، الذي طرحه في الأصل روبرت تريفيرس، بأنه أي فائدة يضفيها الوالد على النسل. تعمل هذه النظرية على توضيح الاختلاف الديناميكي بين الجنسين في الاستثمار نحو النسل الملاحظ في معظم الأنواع. فهو واضح أولاً في حجم الأمشاج، إذ تكون البيوض أكبر وأكثر حيويّة بكثير من الحيوانات المنوية. كما أن الإناث أكثر ثقة بكثير في علاقتهن الوراثية بنسلهن، إذ تُعتبر الولادة أكبر العلامات المُؤكدة على الارتباط القويّ بينهما.
الشيخوخة الإنجابية
أوجَدَ عدم التوافق بين معدلات تدهور الخلايا الجسدية مقابل الأمشاج في الإناث البشرية مُعضلة حقيقية. وطُرحت أسئلة مثل: لماذا تتدهور الخلايا الجسدية بمعدل أبطأ؟ ولماذا يستثمر البشر في طول العمر الجسدي بشكل أكبر مقارنةً بالأنواع الأخرى؟
يُعدَّل عدد الخلايا البيضية أثناء التطور الجنيني في مشيمة الإناث، ربما استجابةً للتكيُّف وللتقليل من تراكم الطفرات التي ستنضج فيما بعد أو تتحلل خلال الحياة.  يوجد عادةً عند الإناث وقت الولادة مليون بويضة. على أي حال، مع حلول انقطاع الطمث، فقط ما يقارب 400 بيضة تكون قد نضجت بالفعل. يزداد معدل رتق الجريبات عند الإنسان في الأعمار الكبيرة (حوالي 38-40)، لأسباب غير معروفة. وُجِد عند الشمبانزي، باعتبارها أقرب أنسابنا وراثيًا من غير البشر، معدل تشابه كبير مع الإنسان بالنسبة لرتق الجريبات حتى سن 35 عامًا، لكن يتعرض البشر لمعدل متسارع للغاية مقارنةً بالشمبانزي. ومع ذلك، تموت أنثى الشمبانزي، على عكس البشر، عادةً أثناء المرحلة التكاثرية.

## الأبوَّة المُغايرة
توفر ممارسة تقسيم مسؤوليات الأبوَّة من غير الوالدين ميزة كبيرة للإناث فهي تتيح لها تكريس المزيد من الجهد والطاقة لزيادة النسل. رغم ممارسة هذه الاستراتيجية في العديد من الأنواع، لكنها نجحت بشكل خاص عند البشر المعتمدين بشكل أساسي على شبكات التواصل الاجتماعي. وأوضحت إحدى الدراسات الرّاصدة لمجتمع آكا في وسط أفريقيا كيف أن استثمار الأمهات في النسل زاد بشكل خاص بالتزامن مع الأوقات التي زاد فيها استثمارهم في تأمين الطعام والأنشطة الاقتصادية.
إذا كان تأثير فرضية الجدة حقيقيًا، فينبغي أن تستمر النساء بعد انقطاع الطمث في العمل بعد توقف الخصوبة. قدمت دراسات عن نساء «هادزا» هذه الأدلة.
غالبًا ما تساعد نساء «هادزا» أحفادهن بعد انقطاع الطمث في البحث عن المواد الغذائية الأساسية التي لا يمكن للأطفال الصغار جمعها لوحدهم. لذلك، يحتاج الأطفال إلى مساعدة شخص بالغ لجمع قوتهم. تُمنَع الأمهات، رغم ذلك، في كثير من الأحيان، من رعاية أبنائهن الأصغر سنًا ويكنّ أقل وجودًا لمساعدة الأطفال الأكبر سناً في جمع المؤن. أصبحت جدات «هادزا» نتيجة لذلك تُوفّر الرعاية للأحفاد الحاليين، وتسمح للنساء في سن الإنجاب بإعادة توجيه طاقتهم للنسل الحالي أي الذرية الأصغر سناً.
شعر بعض المعلقين بتجاهل دور رجال «هادزا» الذين يساهمون بتأمين 96 ٪ من متوسط الاستهلاك اليومي للبروتين؛ رغم معالجة الكُتّاب لهذا النقد في العديد من المنشورات. أظهرت دراسات أخرى أيضًا تحفظات على أوجه التشابه السلوكي بين شعوب «الهادزا» وأسلافنا.

### الفرق بين الجدّات من جهة الأم والأب
بما أنه من المتوقع أن تقدم الجدات معاملة تفضيلية للذرية التي تكون متأكدة من علاقتها بها، يجب أن تكون هناك اختلافات في المساعدة التي تقدمها لكل حفيد وفقًا لتلك العلاقة. وقد وجدت الدراسات أن العلاقة بين الأم أو الأب والجدة لا تؤثر فقط على مقدار المساعدة التي يتلقاها الحفيد ولكن أيضًا على نوع تلك المساعدة. إذ كان للجدات من جهة الأب في كثير من الأحيان تأثير مؤذٍ على وفيات الرضع. ولوحظ تركيز الجدات من جهة الأم على بقاء النسل الموجود، بينما تركز الجدات من جهة الأب على زيادة معدلات الولادة.
ركزت دراسات أخرى على العلاقة الجينيّة بين الجدات والأحفاد. وقد وجدت هذه الدراسات أن تأثير الجدات من جهة الأم أو الأب على الأحفاد أو الحفيدات قد يختلف بناءً على درجة الارتباط الجيني، إذ يكون تأثير الجدات من جهة الأب إيجابيًا على الحفيدات ولكنه بالمقابل سلبي على الأحفاد.

## الانتقادات والفرضيات البديلة
شكّك بعض النقاد في هذه الفرضية لأنها تتناول كيف أنّ من شأن رعاية الجدّات الحفاظ على عمر أطول للإناث بعد الإنجاب، لكنها لا تقدم في المقام الأول تفسيراً واضحًا لكيفية تطورها. أكدت بعض إصدارات فرضية الجدة أنها ساعدت في تفسير طول العمر للشيخوخة البشرية. لكن بالمقابل أظهرت البيانات الديموغرافية أن الأعداد المتزايدة تاريخيًا من كبار السن بين السكان مرتبطة إلى حدٍ كبير بانخفاض أعداد الشباب. يشير هذا بطريقة أو بأخرى إلى أن الجدات لم يكنَّ مساعدين في بقاء أحفادهن، ولا يفسر ذلك السبب في تخلي الجدة الأولى عن تكاثرها الخاص بهدف مساعدة ذريتها وأحفادها.
تفشل جميع الاختلافات أيضًا في تأثير الأم، أو الجدة، في توضيح سبب طول العمر مع استمرار تكوُّن الحيوانات المنوية لدى الذكور.
وتفشل في تفسير الآثار الضارة لفقدان النشاط الجريبي المبيضي. إن استمرار اصطناع الإستروجين بعد انقطاع الطمث يحدث في الأنسجة المحيطية من خلال مسارات الغدة الكظرية، وبالتالي تواجه النساء خطرًا متزايدًا للإصابة بالحالات المرتبطة بالمستويات المنخفضة من الإستروجين: هشاشة العظام والفصال العظمي ومرض ألزهايمر ومرض القلب التاجي.
تُعتبرالأعراض المُتعبة التي عادةً ما تصاحب انقطاع الطمث في الثقافات الغربية بمثابة نتاج طبيعي للأعضاء المتوقفة عن وظيفتها. أعراض انقطاع الطمث في البرية مثل: الهبات الساخنة، وفقدان الذاكرة على المدى القصير، وانخفاض القدرة على التركيز وصعوبة في تعلم مهام جديدة، تترك المُصاب في خطر أكبر من الحيوانات المفترسة والمخاطر الطبوغرافية مثل السقوط من ارتفاع.
قد وجدت دراسات عبر الثقافات حول انقطاع الطمث أن أعراض انقطاع الطمث تختلف اختلافًا كبيرًا بين الفئات السكانية، وأن بعض مجموعات الإناث لا يتعرفن على هذه «الأعراض» وربما لا يتعرضن لها. يُصعّب هذا المستوى العالي من التباين في أعراض انقطاع الطمث بين السكان مهمة تفسير التناقض بين العمر النموذجي لظهور سن اليأس ومتوسط العمر المتوقع للإناث من البشر.